# Heavydirtysoul
Heavydirtysoul è un singolo del duo musicale statunitense Twenty One Pilots, pubblicato il 9 dicembre 2016 come sesto estratto dal quarto album in studio Blurryface.

## Video musicale
Il videoclip, pubblicato il 3 febbraio 2017, è stato diretto da Andrew Donoho. Precedentemente all'uscita del singolo, era già stato realizzato un video musicale con una versione audio ridotta del brano, denominato "circle" e pubblicato su YouTube il 17 aprile 2016.

## Tracce
Testi e musiche di Tyler Joseph.
1. Heavydirtysoul (Standard Version) – 3:54
2. Heavydirtysoul (Instrumental) – 3:54
3. Heavydirtysoul (Radio Version) – 3:17
4. Heavydirtysoul (TV Track Version) – 3:54
5. Heavydirtysoul (Acapella Version) – 3:54

## Formazione
Twenty One Pilots
- Tyler Joseph – voce, programmazione, pianoforte
- Josh Dun – batteria

Altri musicisti
- Ricky Reed – programmazione, voce aggiuntiva

Produzione
- Tyler Joseph – produzione esecutiva, coproduzione
- Chris Woltman – produzione esecutiva
- Ricky Reed – produzione esecutiva, produzione
- Neal Avron – missaggio
- Scott Skrzynski – assistenza al missaggio
- Chris Gehringer – mastering
- Drew Kapner – ingegneria del suono
- Michael Peterson – assistenza tecnica

## Classifiche
| Classifica (2017)             | Posizione massima |
| ----------------------------- | ----------------- |
| Stati Uniti                   | 125               |
| Stati Uniti (alternative)     | 2                 |
| Stati Uniti (rock)            | 8                 |
| Stati Uniti (mainstream rock) | 22                |

### Classifiche di fine anno
| Classifica (2017)         | Posizione |
| ------------------------- | --------- |
| Stati Uniti (alternative) | 18        |
| Stati Uniti (rock)        | 22        |